# Trevion Williams
Trevion Williams (Chicago, 16 settembre 2000) è un cestista statunitense, di ruolo centro.

## Carriera
Club
Non viene selezionato al draft 2022.
Nel 2023 si trasferisce al Basketball Ulm dove, al termine della stagione, vince la classifica rimbalzi sia in Basketball-Bundesliga che in Eurocup, rientrando infine nel primo quintetto di Eurocup.

### Nazionale
Con la nazionale Under-19 statunitense ha vinto i Mondiali di categoria del 2019, disputati in Grecia.

## Statistiche

### College
| Anno      | Squadra             | PG  | PT | MP   | TC%  | 3P%  | TL%  | RP  | AP  | PRP | SP  | PP   |
| --------- | ------------------- | --- | -- | ---- | ---- | ---- | ---- | --- | --- | --- | --- | ---- |
| 2018-2019 | Purdue Boilermakers | 34  | 8  | 10,3 | 54,2 | 33,3 | 51,4 | 4,0 | 0,5 | 0,4 | 0,4 | 5,2  |
| 2019-2020 | Purdue Boilermakers | 31  | 22 | 21,5 | 51,5 | 33,3 | 47,9 | 7,6 | 1,5 | 0,6 | 0,4 | 11,5 |
| 2020-2021 | Purdue Boilermakers | 28  | 26 | 25,1 | 52,5 | 0,0  | 50,0 | 9,1 | 2,3 | 0,7 | 0,6 | 15,5 |
| 2021-2022 | Purdue Boilermakers | 37  | 4  | 20,1 | 54,7 | 35,7 | 59,7 | 7,4 | 3,0 | 0,9 | 0,6 | 12,0 |
| Carriera  | Carriera            | 130 | 60 | 19,0 | 53,1 | 31,0 | 52,9 | 7,0 | 1,8 | 0,7 | 0,5 | 10,8 |

### Eurocup
| Anno      | Squadra  | PG | PT | MP   | TC%  | 3P%  | TL%  | RP    | AP  | PRP | SP  | PP   |
| --------- | -------- | -- | -- | ---- | ---- | ---- | ---- | ----- | --- | --- | --- | ---- |
| 2023-2024 | Ulma     | 18 | 17 | 27,7 | 53,8 | 28,8 | 64,9 | 10,8* | 4,3 | 1,3 | 0,6 | 14,8 |
| Carriera  | Carriera | 18 | 17 | 27,7 | 53,8 | 28,8 | 64,9 | 10,8  | 4,3 | 1,3 | 0,6 | 14,8 |

## Palmarès

### Squadra
- Coppa di Israele: 1

Maccabi Tel Aviv: 2025

### Individuale
- All-Eurocup First Team: 1

Ratiopharm Ulm: 2023-2024